# Herb Baumeister
Herbert Richard Baumeister (n. 7 aprilie 1947, Indiana, SUA – d. 3 iulie 1996, Ontario, Canada) a fost un antreprenor american care a fost principalul suspect într-o serie de crime care au avut loc în orașul Indianapolis între anii 1993 și 1995. Toate victimele erau homosexuali care dispăruseră fără urmă după ce vizitaseră baruri frecventate de comunitatea LGBTQ+.
În iunie 1996, în urma unei percheziții efectuate pe proprietatea sa, au fost descoperite rămășițele scheletice ale șapte persoane, identitatea a patru dintre ele fiind stabilită ulterior. După descoperirea rămășițelor, autoritățile au emis un mandat de arestare pe numele lui Baumeister, dar acesta a reușit să fugă în Canada, unde și-a pus capăt vieții pe 3 iulie 1996, în provincia Ontario.
Ulterior, Baumeister a fost investigat pentru posibila implicare în cel puțin alte nouă crime comise între 1980 și 1991, în apropierea autostrăzii interstatale I-70, pe teritoriile statelor Indiana și Ohio. Numeroase aspecte ale personalității sale păreau incompatibile cu profilul psihologic tipic al unui criminal în serie. Deoarece Herbert Baumeister era un reprezentant al clasei de mijloc, era căsătorit, avea trei copii și locuia într-unul dintre suburbiile prestigioase ale orașului Indianapolis, descoperirea rămășițelor și implicarea lui Baumeister în crimele respective au provocat o puternică reacție publică în Statele Unite, atrăgând atenția mass-media chiar și la decenii după moartea sa.. 

## Biografie
Herbert Baumeister s-a născut la 7 aprilie 1947, în familia lui Herbert Eugene Baumeister și Elizabeth Baumeister, în orașul Indianapolis, statul Indiana. Era cel mai mare dintre cei patru copii ai familiei. Tatăl său, medic anestezist, a lucrat la spitalele „Methodist Hospital” și „Winona Memorial Hospital” din Indianapolis. De-a lungul anilor, el a ocupat funcția de președinte al societății de anestezie din Indianapolis și a fost membru al diverse asociații medicale, ceea ce i-a conferit o anumită recunoaștere în oraș, iar copiii săi au crescut într-un mediu social privilegiat.
Herbert a frecventat școala „North Central High School”, pe care l-a absolvit în 1965. În perioada liceului, acesta s-a implicat în activități sociale și a frecventat cluburile școlare de biologie, geologie și șah. Datorită caracterului său introvertit, Baumeister nu era popular printre colegi, devenind un izolat social. Nu avea prieteni apropiați și nu a fost implicat în relații romantice. Frații săi au susținut ulterior că, în această perioadă, tatăl său l-a internat într-un spital, unde a fost supus unei evaluări psihiatrice, în urma căreia i s-ar fi pus diagnosticul de schizofrenie, deși nu au fost găsite documente care să confirme acest fapt.
După absolvirea liceului, Baumeister s-a înscris la Universitatea din Indiana, unde a început să studieze anatomia, dar a pierdut rapid interesul pentru studii și a abandonat universitatea după primul semestru. În anii următori, a avut mai multe locuri de muncă necalificate, schimbând frecvent profesiile. Între 1966 și 1970, s-a reînscris de câteva ori la universitate, însă de fiecare dată a renunțat după unul sau două semestre, fără a obține o diplomă de studii superioare. Pentru o scurtă perioadă, a lucrat ca operator de copiat pentru ziarul „Indianapolis Star”. În noiembrie 1971, Herbert Baumeister s-a căsătorit cu Juliana Saiter, pe care o cunoscuse în 1968, în timpul studiilor la Universitatea Indiana. După căsătorie, comportamentul său a început să devină deviant, manifestând semne ale unei tulburări psihice. În mai 1972, acesta a cerut ajutor medical și a petrecut două luni într-o clinică psihiatrică, „Larue D. Carter Memorial Hospital” din Indianapolis. În urma evaluării, i s-a pus diagnosticul de tulburare obsesiv-compulsivă.
După tratament, în vara aceluiași an, Baumeister s-a înscris la Universitatea Butler, însă a abandonat studiile și aici, după primul semestru.
În 1974, Herbert Baumeister a început să lucreze la inspecția transportului auto, unde a rămas angajat timp de 11 ani. În această perioadă, a avansat rapid în carieră, ajungând în 1985 să ocupe funcția de director al departamentului de operațiuni casieriale și audit, cu un salariu anual de 30.472 de dolari. Între 1979 și 1984, soția sa, Juliana Baumeister, ia născut trei copii.
În a doua jumătate a anilor 1980, Herbert a început din nou să manifeste semne de tulburare psihică. La începutul anului 1985, el a fost sancționat disciplinar și, în cele din urmă, a fost concediat de la inspecția transportului auto, după ce a urinat pe o scrisoare adresată guvernatorului statului Indiana. La 3 septembrie 1985, a fost arestat după ce, aflat în stare de ebrietate, a provocat un accident rutier și a fugit de la locul incidentului. Baumeister a fost condamnat la câteva luni de închisoare, pedeapsă pe care a executat-o în penitenciar.
După eliberare, în martie 1986, Herbert a fost din nou arestat, fiind acuzat de furt de automobil și conspirație pentru comiterea unui furt în grup. Acuzațiile au fost ulterior retrase. În 1988, Herbert a decis să înceapă o afacere proprie. Cu un împrumut de 4.000 de dolari de la mama sa, a deschis un magazin de comisioane. În primul an de activitate, Baumeister a obținut un profit de peste 50.000 de dolari, ceea ce i-a permis să deschidă un al doilea magazin și să se mute împreună cu familia în orașul Westfield, statul Indiana. Acolo, a achiziționat un teren de 7,3 hectare într-un cartier de lux, cunoscut sub numele de „Fox Hollow Farm”, care includea o fermă, grădini, pajiști și o casă mare, construită în stil Tudor în anii 1940.
La începutul anilor 1990, afacerea lui Baumeister a început să înregistreze pierderi. Problemele financiare au condus la conflicte frecvente cu soția sa. Tot în această perioadă, Herbert a dezvoltat o dependență de alcool și a fost observat frecvent în baruri destinate comunității gay. În 1994, a fost arestat în orașul Rochester, statul Indiana, pentru conducerea unui vehicul sub influența alcoolului. Și-a recunoscut vina și a fost condamnat cu suspendare, primind un termen de probă de un an.
Câteva luni mai târziu, în toamna aceluiași an, fiul său de 13 ani, Eric, a descoperit un craniu uman în timp ce se juca într-una dintre grădinile proprietății „Fox Hollow Farm”. Eric a povestit despre descoperire mamei sale și prietenilor. Herbert a explicat soției sale că era vorba despre un model anatomic utilizat de tatăl său, fost profesor de medicină, și că l-a îngropat după ce a curățat garajul unde fusese depozitat. Cu toate acestea, Juliana Baumeister a privit cu suspiciune explicațiile soțului ei, ceea ce a dus la o deteriorare a relațiilor lor în continuare.

## Investigații
În toamna anului 1994, poliția din Indianapolis a fost contactată de un localnic al cărui nume real nu a fost făcut public și care a fost cunoscut sub pseudonimul Tony Harris. Conform mărturiei lui Harris, în august 1994, acesta a cunoscut într-un bar destinat comunității gay din Indianapolis un bărbat alb, înalt și slab, de vârstă mijlocie, care s-a prezentat sub numele de Brian Smart. Mai mulți cunoscuți ai lui Harris susțineau că Brian Smart ar fi fost ultima persoană care l-a văzut pe Roger Goodlet, un bărbat de 33 de ani, înainte de a dispărea fără urmă în iulie același an, după ce a vizitat același bar. În timpul conversației, Smart a evitat să răspundă la întrebările lui Harris despre Roger Goodlet și i-a propus lui Tony să bea și să petreacă noaptea cu el în casa lui din afara orașului, la care Harris a acceptat. Potrivit declarațiilor sale, Smart l-a dus cu un Buick cu numere de înmatriculare din statul Ohio într-o suburbie luxoasă a orașului Indianapolis, situată în comitatul Hamilton, unde s-au oprit lângă o casă mare, construită în stilul arhitectural Tudor. Conform mărturiilor lui Harris, Smart a consumat cocaină, l-a invitat să înoate într-o piscină acoperită și i-a propus să practice o formă riscantă de satisfacere sexuală, folosind tehnica de autoerotică prin asfixiere folosind un furtun de cauciuc ca mijloc de limitare a accesului oxigenului la creier pentru a intensifica senzațiile legate de descărcarea sexuală. Harris a relatat că, în timpul acestei practici, Smart a strâns furtunul în jurul gâtului său și a încercat să-l omoare și s-a oprit doar după ce Harris a simulat că a pierdut cunoștința. După ce a înțeles că Harris este viu, Smart l-a trezit și, înfuriat, i-a explicat riscurile serioase asociate acestei practici, afirmând că știe despre numeroase cazuri de deces autoerotic cauzate de astfel de practică. Dimineața următoare, Smart s-a trezit devreme, l-a dus pe Harris înapoi în Indianapolis și i-a propus o întâlnire ulterioară într-un club gay numit „501 Club”, care, în cele din urmă, nu a avut loc. În timpul investigației, Harris nu a reușit să ofere poliției adresa exactă a lui Brian Smart sau o descriere detaliată a casei sale, însă a continuat să colaboreze activ cu detectivul Mary Wilson, care investiga disparițiile unor bărbați precum Jeff Jones, Roger Goodlet, Richard Hamilton (20 de ani), Johnny Bayer (21 de ani), Allan Livingston (28 de ani) și alții. Toți erau homosexuali și au dispărut fără urmă după ce frecventaseră baruri pentru persoane gay din Indianapolis la începutul anilor 1990. Pe 29 august 1995, Harris a informat poliția că l-a întâlnit pe Brian Smart într-un bar gay numit „Varsity Lounge”. L-a urmărit și a oferit poliției numărul de înmatriculare al mașinii acestuia, ceea ce a permis identificarea vehiculului ca aparținând lui Herbert Baumeister. Ulterior, Harris l-a identificat pe Baumeister ca fiind Brian Smart.
Timp de două luni, poliția l-a supravegheat în secret pe Baumeister. Unul dintre angajații magazinelor sale a declarat că, în vara anului 1993, Baumeister dispărea frecvent pentru perioade lungi în timpul programului de lucru și își închidea telefonul mobil. La 1 noiembrie 1995, Herbert Baumeister a fost reținut împreună cu soția sa în fața unuia dintre magazinele lor și a fost supus unui interogatoriu. În timpul interogatoriului, Baumeister a refuzat să recunoască implicarea sa în dispariția homosexualilor și a insistat asupra orientării sale heterosexuale. Deoarece nu exista un mandat de percheziție pentru teritoriul său, poliția i-a cerut permisiunea lui Baumeister să inspecteze casa și teritoriul fermei în căutarea unor dovezi care să-l incrimineze, dar el a refuzat categoric. Suspiciunile asupra sa s-au intensificat după interogarea soției sale, Juliana Baumeister, care a dezvăluit că, în fiecare vară, ea și copiii plecau la casa mamei lui Herbert, lăsându-l singur pe teritoriul fermei, și că nu știa ce făcea el în acea perioadă. Juliana l-a descris pe Herbert ca fiind un soț exemplar, implicat activ în creșterea copiilor. După interogatoriu, starea mentală a lui Baumeister s-a deteriorat. A început să manifeste semne de paranoia, ceea ce a agravat tensiunile din familie. Soția sa a depus acte de divorț în ianuarie 1996, și Baumeister a părăsit fermă și s-a mutat în Indianapolis.
La sfârșitul lunii iunie 1996, Juliana Baumeister a solicitat avocatului său din procesul de divorț să contacteze biroul șerifului din comitatul Hamilton. Ea a relatat anchetatorilor despre un craniu pe care fiul său l-a găsit pe teritoriul familiei în toamna anului 1994 și a permis poliției să efectueze o cercetare a terenului. Pe 24 iunie, în timpul căutărilor, au fost descoperite oase de încheietură, maxilare inferioare, oase femurale, coaste și vertebre în locul indicat de Juliana Baumeister. În zilele următoare, au fost exhumate câteva sute de fragmente de oase, aparținând rămășițelor a șapte schelete umane. Un antropolog judiciar a declarat, în urma examinării resturilor, că acestea au stat în pământ între 9 și 18 luni. Expertiza medico-legală a identificat patru dintre victime: Richard Hamilton (20 de ani), Steven Hale (26 de ani), Roger Alan Goodlet (33 de ani) și Manuel Resendez (31 de ani). Toți erau homosexuali care dispăruseră fără urmă între iulie 1993 și iulie 1994. Trei dintre victime fuseseră arestate în diferite momente pentru prostituție. Oasele au fost găsite la o distanță de 60 de metri în spatele casei, pe două parcele de teren într-o zonă împădurită deasă. Unele dintre fragmentele de schelet erau carbonizate, ceea ce a făcut poliția să presupună că ucigașul a încercat să distrugă cadavrele prin incendiere pentru a ascunde urmele crimelor. În apropierea rămășițelor au fost descoperite cartușe de pușcă de calibrul 12 și o pereche de cătușe. Cu toate acestea, din cauza lipsei țesuturilor pe oase, cauza exactă a decesului nu a putut fi determinată. Datele dispariției victimelor coincideau cu perioada în care Juliana Baumeister și cei trei copii ai săi părăseau orașul.
Departamentul de Poliție din Indianapolis a raportat că, în 1993, au fost înregistrate 160 de cazuri de dispariții ale unor bărbați adulți, iar soarta a 13 dintre ei a rămas necunoscută. În 1994, au fost raportate 232 de dispariții, din care 10 cazuri au rămas nerezolvate. În 1995, au fost înregistrate 178 de cazuri, iar soarta a nouă bărbați nu a putut fi stabilită.
În lista potențialelor victime ale lui Herbert Baumeister au fost incluși și Johnny Lee Bayer (20 de ani), Allen Wayne Brussard (28 de ani), Jeff Allen Jones (31 de ani), Michael Kearns (46 de ani), Allen Livingston (28 de ani) și Jerry Williams-Comer (34 de ani). Toți aceștia au dispărut după ce au frecventat baruri pentru homosexuali în perioada 1993 – august 1995. În timpul investigației, s-a stabilit că, în comunitatea homosexuală din Indianapolis, Baumeister era cunoscut sub numele uneia dintre victimele dispărute, Michael Kearns. Allen Livingston a dispărut pe 6 august 1993, în aceeași zi cu Manuel Resendez, un locuitor al orașului Lafayette, ale cărui rămășițe au fost descoperite în iunie 1996 pe proprietatea „Fox Hollow Farm”.

## Decesul
După ce a aflat despre descoperirea rămășițelor umane, Herbert Baumeister a fugit, fiind dat în urmărire generală. Pe 30 iunie 1996, acesta a fost văzut în Detroit (statul Michigan) înainte de a trece granița dintre SUA și Canada, ajungând în orașul Sarnia (provincia Ontario). Apoi, Baumeister a mers spre nord-est, de-a lungul liniei coastale a lacului Huron, în orașul Grand Bend, provincia Ontario, unde a plătit 7 dolari canadieni pentru un permis de intrare într-un parc local, unde, în seara zilei de 3 iulie 1996, și-a luat viața, trăgându-și un glonț în cap dintr-un revolver. Cadavrul său a fost descoperit a doua zi de turiști, lângă mașina sa. Printre bunurile personale ale lui Herbert Baumeister, poliția a găsit un jurnal și o scrisoare de adio de patru pagini. Jurnalul descria călătoria sa din statul Indiana în Canada, mâncarea consumată în timpul călătoriei, precum și podul pe care a traversat granița SUA cu Canada, notând și înălțimea lui. Conținutul scrisorii de adio nu a fost făcut public, dar, potrivit autorităților, aceasta nu conținea mărturisiri legate de crimele în serie. Ca motive principale pentru sinucidere, Baumeister a menționat căsătoria eșuată și dificultățile financiare legate de faliment și procese intentate de companii de asigurări. El a menționat că intenționase să se sinucidă cu o zi înainte, lângă un pod din Sarnia, dar a renunțat după ce a observat un grup de copii în apropiere.
Ulterior, nu au fost găsite dovezi care să-l lege pe Baumeister de resturile găsite, în afara faptului că acestea au fost descoperite pe proprietatea sa.

## Evenimente ulterioare
În februarie 1998, un rezident din Indianapolis a contactat poliția, afirmând că l-a identificat pe Herbert Baumeister în fotografii ca fiind bărbatul cu care prietenul său, Michael Riley, a părăsit cinematograful „Vogue” din Indianapolis în iunie 1983. Ulterior, trupul neînsuflețit al lui Riley a fost găsit într-un pârâu de lângă Indianapolis. După această informație, Baumeister a devenit suspect în cazul uciderii lui Michael Riley și al altor opt bărbați ale căror trupuri au fost descoperite în pârâuri mici din statele Indiana și Ohio. Poliția a declarat că cele nouă crime, comise între iunie 1980 și august 1991, aveau caracteristici similare izbitoare: toate victimele au fost găsite dezbrăcate sau parțial îmbrăcate, lângă autostrada interstatală I-70, în apropierea râurilor și pârâurilor din zone rurale, și toate au fost strangulate. Victimele erau raportate ca dispărute după ce au frecventat baruri gay sau alte locații populare în comunitatea LGBT din Indianapolis. Conform versiunii anchetei, Herbert Baumeister ar fi încetat să mai arunce trupurile victimelor în 1991, după ce a cumpărat ferma „Fox Hollow Farm”, continuând să comită crime și să îngroape cadavrele în spatele casei sale.
Totuși, ulterior, investigațiile nu au găsit dovezi clare care să-l lege pe Baumeister de comiterea acestor nouă crime. Ted Fleischaker, redactor-șef al unei publicații destinate comunității homosexuale, a declarat că Herbert Baumeister nu are nicio legătură cu seria crimelor de lângă autostrada interstatală I-70. De asemenea, acesta a acuzat autoritățile de neglijență în investigații, susținând că au folosit teoria implicării lui Baumeister în alte crime din motive politice, cu scopul de a influența alegerile pentru funcțiile de șerif în mai multe districte din Indiana, în timp ce adevărații autori ai crimelor au rămas liberi.

## În mass-media
Cazul lui Herbert Baumeister a fost prezentat de-a lungul anilor în diverse producții media. Serialul de televiziune Investigative Reports difuzat de A&E a dedicat un episod intitulat The Secret Life of a Serial Killer în 1997. În plus, History a inclus cazul în seria sa Perfect Crimes.
Cazul a fost prezentat și în emisiunea The Investigators pe TruTV în 2008, urmat de Behind Mansion Walls pe Investigation Discovery, Paranormal Witness pe Syfy în 2012 și Ghost Adventures în mai 2014. Un film documentar independent intitulat The Haunting of Fox Hollow Farm a explorat atât crimele, cât și presupusele bântuiri de pe proprietate.
În octombrie 2015, ID a reluat cazul în seria sa True Nightmares. Podcastul Crime Junkie a lansat un episod despre Baumeister pe 4 martie 2018. Ulterior, podcastul The Monster Presents: Insomniac a realizat un episod în două părți pe 27 iunie 2019.
Cazul a câștigat atenție internațională când podcastul mexican Leyendas Legendarias, produs de All Things Comedy, l-a discutat într-un episod lansat pe 14 octombrie 2020. Georgia Hardstark a prezentat cazul în podcastul My Favorite Murder, în episodul 67, „Live at the Egyptian Room”, în timpul unui spectacol live în Indianapolis.
În 2024, The Last Podcast on the Left a lansat o serie despre Baumeister. Prima parte, intitulată Episode 568: Herb Baumeister Part I - The Bone Twins, a fost publicată pe 29 martie, urmată de Episode 569: Herb Baumeister Part II - The Haunting at Fox Hollow Farm pe 5 aprilie.